# Omobono Tenni
Tommaso Omobono Tenni, conhecido simplesmente como Omobono Tenni, ou, ainda, por seu apelido mais famoso, The Black Devil (Tirano, 24 de julho de 1905 –– Berna, 30 de junho de 1948), foi um motociclista italiano bicampeão europeu e vencedor do TT da Ilha de Man.
Considerado um dos grandes pilotos de sua geração, bem como um símbolo na história da Moto Guzzi por suas 47 vitórias pela equipe entre os anos de 1933 e 1948, período em que passou a ser conhecido como O demônio negro por conta de seu uniforme preto e seu estilo de pilotagem agressivo, Tenni também se tornou a primeira pessoa de fora do Reino Unido, e consequentemente o primeiro italiano, a vencer uma edição do TT da Ilha de Man, em 1937, assim como o primeiro com uma moto que não fosse britânica.

## Carreira

### Início
Nascido em Tirano, Tenni se mudou com sua família quando estava com 15 anos, influenciados pelas perdas causadas pela Primeira Guerra Mundial, se estabelecendo em Treviso, onde passou a trabalhar como aprendiz em uma oficina mecânica. Em 1924, quando estava com 19 anos, decidiu abrir sua própria oficina mecânica, mesma época em que também passou a disputar suas primeiras corridas de moto. Sua primeira corrida foi no Circuito del Piave, com sua primeira vitória ocorrendo ainda naquele mesmo ano.
Apesar de ter passado os anos seguintes correndo apenas ocasionalmente, uma série de vitórias em 1926, bem como um terceiro lugar no GP da Suíça, atribuíram a ele uma imagem de piloto destemido, atraindo o interesse de fabricantes de motocicletas, embora ele tenha assinado com uma apenas em 1933. Em 1931 ele conseguiu comprar uma Velocette 350 com o suporte do clube local, com a qual ele obteve um terceiro lugar em Monza e uma vitória no GP Real de Roma. Ele também chegou a correr com uma Norton.

### Moto Guzzi
1932 acabou rendendo a vitória mais significativa de Tenni até então. Correndo no Circuito di Rapallo, após uma disputa com Pietro Ghersi, que corria com o suporte da fábrica da Moto Guzzi, Tenni terminou como o vencedor. A vitória atraiu o interesse da Guzzi, com esta lhe oferecendo o suporte da fábrica a partir do ano seguinte. Já em 1934 ganhou seu primeiro título, ao vencer o campeonato italiano de velocidade das 500cc com a nova moto bicilindrica desenvolvida por Carlo Guzzi, ano que também venceu o GP da Itália. Em 1935 venceu a corrida Milano-Napoli com uma velocidade média de 107 km/h, e novamente o campeonato italiano das 500cc. Tanni também disputou pela primeira vez o TT da Ilha de Man.
Após um ano onde Tenni disputou poucas corridas em 1936 por conta da Crise da Abissínia, onde a fábrica da Moto Guzzi passou a ser utilizada para fins militares, Tenni retornou em 1937, vencendo o TT da Ilha de Man da categoria 250 Lightweight TT. A vitória se tornou especial por Tenni ser o primeiro não-britânico a vencer uma categoria da competição, e também o primeiro com uma moto não-britânica. Foi nessa época que ele ganhou o apelido de the Black Devil da imprensa britânica, bem como também chegou a ser chamado como Red Bullet, Fire-winged Centaur e Death Defying Man, também sendo considerado como 'o Tazio Nuvolari das duas rodas'.
1937 também viu Tenni vencer o seu primeiro campeonato europeu de motovelocidade, na categoria das 250cc. No entanto, um grave acidente em 1938, e novamente em 1940, aliado a Segunda Guerra Mundial, viu sua carreira entrar em um hiato, apenas retomando-a após o término desta. A primeira edição do campeonato europeu de motovelocidade ocorrida desde sua paralisação em 1939 por conta do início da guerra, 1947, terminou sendo vencida por Tenni, que correu nas 500cc.
Tenni voltou a disputar uma edição do TT da Ilha de Man, a primeira desde sua vitória em 1937, em 1948, na categoria Senior TT das 500cc. Embora ele tenha feito a volta mais rápida da corrida, e liderado boa parte dela, acabou terminando apenas na 9ª colocação após sua moto sofrer com problemas mecânicos. Ele acabou morrendo em 1948, durante um acidente nos treinos para o GP da Suíça, no Circuito de Bremgarten. Fora no mesmo fim de semana que outro grande nome das corridas italianas morreu: Achille Varzi.

#### Masserati
Durante os anos 1930, Tenni também chegou a participar de corridas de carro, e em 1936 e 1937 ele correu pela equipe da Maserati. Embora ele tenha se mostrado mais talentoso com as motos do que com os carros, Tenni terminou em primeiro em sua categoria e em quinto na classificação geral da edição de 1936 da Mille Miglia enquanto ainda corria parcialmente como piloto da equipe com um Maserati Tipo 4CS 1500. No circuíto de Nürburgring ele estabeleceu uma volta recorde. Em 1937 trabalhou como piloto integral, embora tenha acabado sendo seu último ano nas corridas automobilísticas. 